# 天空體育新聞台
天空體育新聞台（Sky Sports News HQ ，SSNHQ）是英國的一個24小時體育新聞頻道。播出範圍包括了英國、愛爾蘭和北歐五國，由英國天空廣播運營播出。天空體育新聞台主要播出有關足球的新聞，但同樣也播出其他體育項目的新聞。天空體育新聞台於1998年10月1日開始播出，是英國天空廣播首個只以數位方式播出的頻道。2014年8月12日，天空體育新聞台改名Sky Sports News HQ，並搬至一個新的攝影棚製作播出。

## 外部連結
- 官方网站